# Station Deal
Deal is een spoorwegstation van National Rail in Deal, Dover in Engeland. Het station is eigendom van Network Rail en wordt beheerd door Southeastern. Het station is geopend in 1846.